# Heteropaussus basilewskyi
Heteropaussus basilewskyi is een keversoort uit de familie van de loopkevers (Carabidae). De wetenschappelijke naam van de soort is voor het eerst geldig gepubliceerd in 1951 door Luna de Carvalho.